# 아멘돌라역
아멘돌라역(이탈리아어: Buonarroti)은 밀라노 지하철 1호선의 역이다. 1964년 11월 1일 1호선의 '세스토 마렐리' - '로토' 구간이 처음으로 개통하면서 문을 열었다. 이 역은 조반니 아멘돌라에서 이름을 따온 조반니 아멘돌라 광장 (Piazza Giovanni Amendola)에 위치해 있다.

## 시설
이 역에는 다음과 같은 시설이 있다.
- 장애인 승객을 위한 접근 시설
- 에스컬레이터
- 승차권 자동 판매기
- 역 감시카메라
- 바
- 화장실